# 福田武雄
福田 武雄（ふくだ たけお、1902年9月30日 - 1981年1月6日）は、昭和期の土木技術者・橋梁工学者。工学博士。大阪市出身。

## 人物
1925年（大正14年）に東京帝国大学工学部土木工学科を卒業。大学では田中豊に師事。卒業後、田中が橋梁課長を務める内務省復興局の嘱託となる。
1926年（大正15年）には東京帝国大学助教授を兼務し、フィーレンディール橋の豊海橋を設計（1927年（昭和2年）竣工）。
1927年には、新潟市の萬代橋の設計を依頼され、田中や成瀬勝武（復興局橋梁課筆頭技師）の指導を受けながら、5か月で設計を仕上げ、その設計料で欧米に留学したという。なお、萬代橋は1929年に竣工した。
1933年（昭和8年）、土木学会賞を受賞。
1942年（昭和17年）、教授に昇進。第二工学部の創設に尽力する。1951年（昭和26年）東京大学生産技術研究所に転じて1958年（昭和33年）同所所長に就任。1961年には名古屋大学教授に併任された。
1963年（昭和38年）、東京大学を退官（名誉教授）、構造計画コンサルタント社長、千葉工業大学教授となる。1964年（昭和39年）、土木学会会長となる。
1975年（昭和50年）から1979年（昭和54年）まで、千葉工業大学学長を務めた。
この他、日本学術会議会員、日本工学会会長などを歴任し、1972年には土木学会功績賞を受賞した。
1978年（昭和53年）、新潟市で講演し、萬代橋を設計した頃を振り返っている。

## 著作
- 『工業数学:技術者に必要な数学の知識』山海堂出版部 1934年
- 『鉄筋コンクリート理論』 山海堂出版部 1934年
- 『セメント及びコンクリート』 岩波書店 1941年
- 『構造力学』 河出書房 1942年
- 『応用数学 第12巻』 河出書房 1942年
- 『差分法』 河出書房 1948年
- 『木構造学』 壮文社 1949年
- 『新制橋梁工学』（ 安宅勝、友永和夫との共著） オーム社 1956年